# This Boy's Fire
"This Boy's Fire" é uma canção da banda americana Santana, do seu álbum Ultimate Santana, de 2007. A canção foi lançada como single em parceria com a cantora Jennifer Lopez e o rapper Baby Bash em 2008.

## Desempenho
| Tabelas musicais (2008)                    | Melhor posição |
| ------------------------------------------ | -------------- |
| Hungria - Hungary Top 40                   | 27             |
| Roménia - Romanian Top 100                 | 28             |
| Eslováquia - Slovak Republic Airplay Chart | 64             |